# Олексіївська волость (Єлисаветградський повіт)
Олексіївська волость — адміністративно-територіальна одиниця Єлисаветградського повіту Херсонської губернії.
Станом на 1886 рік складалася з 13 поселень, 13 сільських громад. Населення — 2419 осіб (1231 чоловічої статі та 1188 — жіночої), 396 дворових господарств.
|                     | Площа, десятин | У тому числі орної, дес. |
| ------------------- | -------------- | ------------------------ |
| Сільських громад    | 1945           | 1108                     |
| Приватної власності | 25765          | 6409                     |
| Казенної власності  | 167            | —                        |
| Іншої власності     | 219            | 75                       |
| Загалом             | 28096          | 7592                     |

Найбільші поселення волості:
- Олексіївка (Кир'янова) — село при річці Сугоклія за 50 верст від повітового міста, 1207 осіб, 243 двори, православна церква, лавка, недіючий винокуренний завод.
- Степанівка (Чеботаївка, Стончина) — містечко при річці Інгул, 144 особи, 37 дворів, православна церква.